# ام‌وی کالدونیا
ام‌وی کالدونیا (به انگلیسی: MV Caledonia) یک کشتی بود. این کشتی در سال ۱۹۶۶ ساخته شد.